# Pratapa manata
Pratapa manata är en fjärilsart som beskrevs av Semper 1890. Pratapa manata ingår i släktet Pratapa och familjen juvelvingar. Inga underarter finns listade i Catalogue of Life.